# Janela serliana

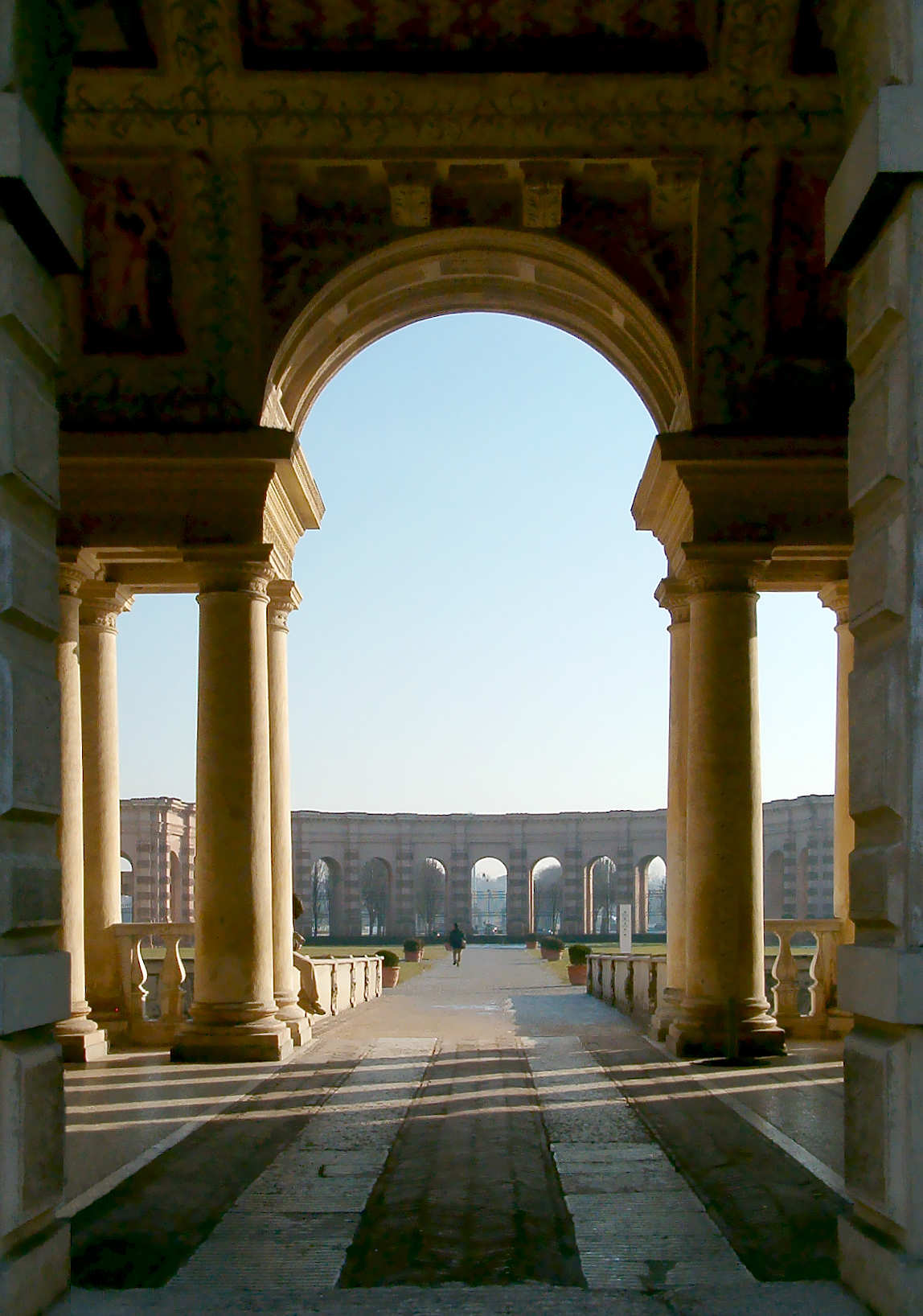
Uma serliana no 'Palazzo Te' em Mântua, na Itália

Serliana, conhecida também como janela serliana, motivo serliano, veneziana ou (trífora) paladiana, é um recurso arquitetónico muito utilizado durante o Renascimento e posteriormente no período neoclássico, que consiste em combinar um arco de volta perfeita maior, ladeado por dois vãos ou lintéis horizontais retos.

## Etimologia
Os nomes «serliana», janela «serliana» e «motivo serliano» devem-se a Sebastiano Serlio, arquitecto renascentista bolonhês, cujos tratados de arquitectura ilustrados divulgaram e popularizaram pelas cortes europeias, esta forma arquitetónica, inspirada em motivos e exemplos históricos romanos do período clássico.
Os nomes «veneziana», «trífora paladiana» ou simplesmente «paladian», devem-se a Andrea Palladio, arquitecto coevo de Sebastiano Serlio, que trabalhou profusamente em Veneto e Veneza, onde empregou prolificamente as estruturas triádicas de arco central, ladeado por dois lintéis rectos, a tal ponto este traço arquitectónico ficou associado ao seu cunho arquitectónico caracteristíco. 

## História

### Origens e percursores
O recurso ao lintel arqueado, ladeado por lintéis rectos, a que posteriormente se veio crismar "motivo serliano", mercê da promoção que conheceu no séc. XVI às mãos de Sebastiano Serlio, remonta ao Império Romano.

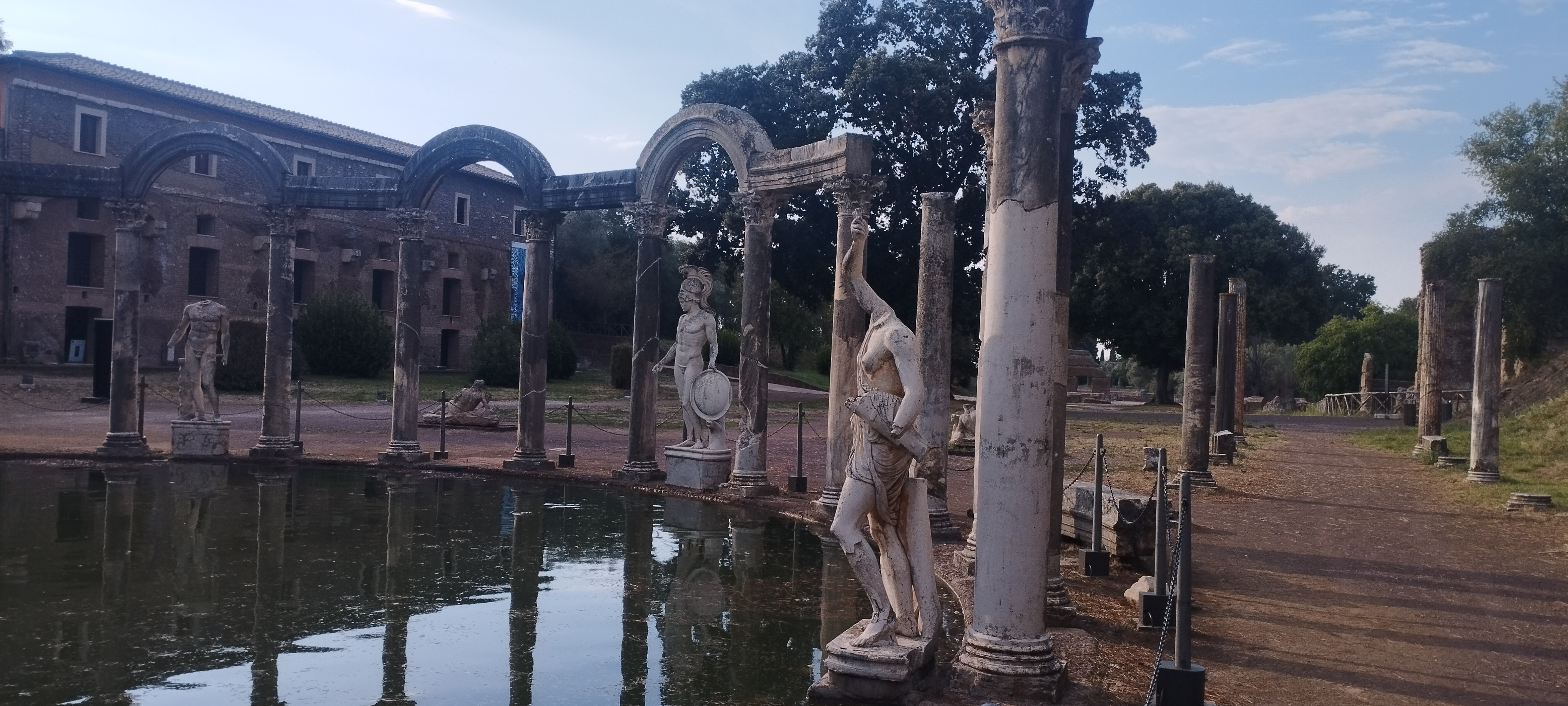
Villa Adriana, Tívoli, (118-134) exemplo de construção, em que se usa o chamado «arco sírio», intercalando o lintel arqueado com lintéis rectos - percursores da serliana moderna.

Mesmo no contexto romano, esta concepção arquitectónica não nasceu em vácuo. Com efeito, a combinação da arquitrave horizontal, intercalada com um arco central - o chamado «arco sírio» - já era um elemento distintivo da arquitectura síria, que conheceu longo acolhimento e desenvolvimento na arquitetura cerimonial tardo-romana e bizantina e que certamente terá tido influência na origem do motivo serliano.

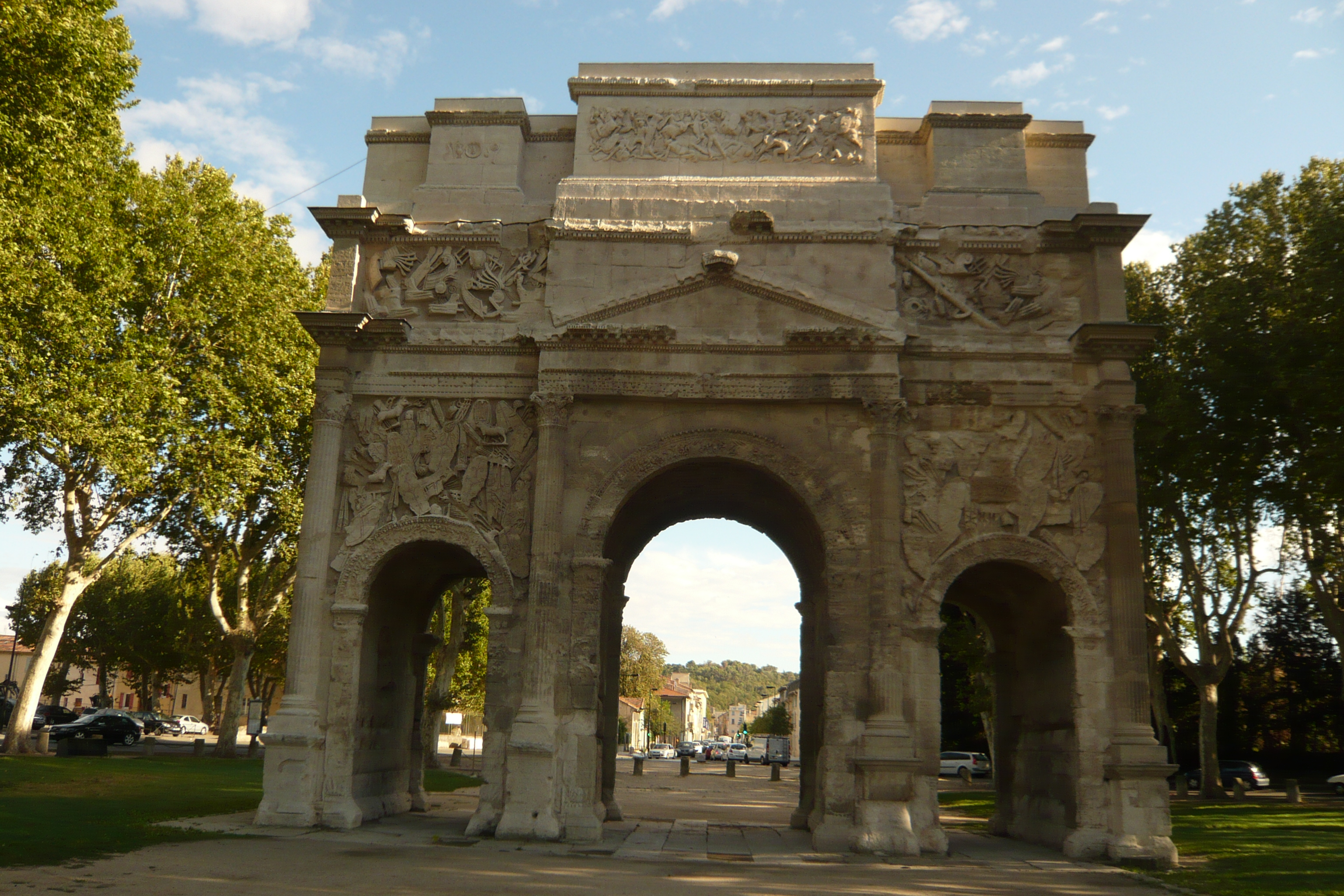
Arco do triunfo de Orange (10-27 a.C) - constituídos por 3 arcos (um arco central e dois arcos laterais) - outro reconhecido percursor histórico do motivo serliano

Outro dos percursores arquitectónicos das serlianas, terão sido os arcos do triunfo, que em inúmeros exemplares históricos evidenciavam a estrutura trifórica - de um arco central, ladeado por dois arcos menores - que viria a caracterizar as serlianas, se bem que, neste caso, já não contava com os lintéis rectos. 

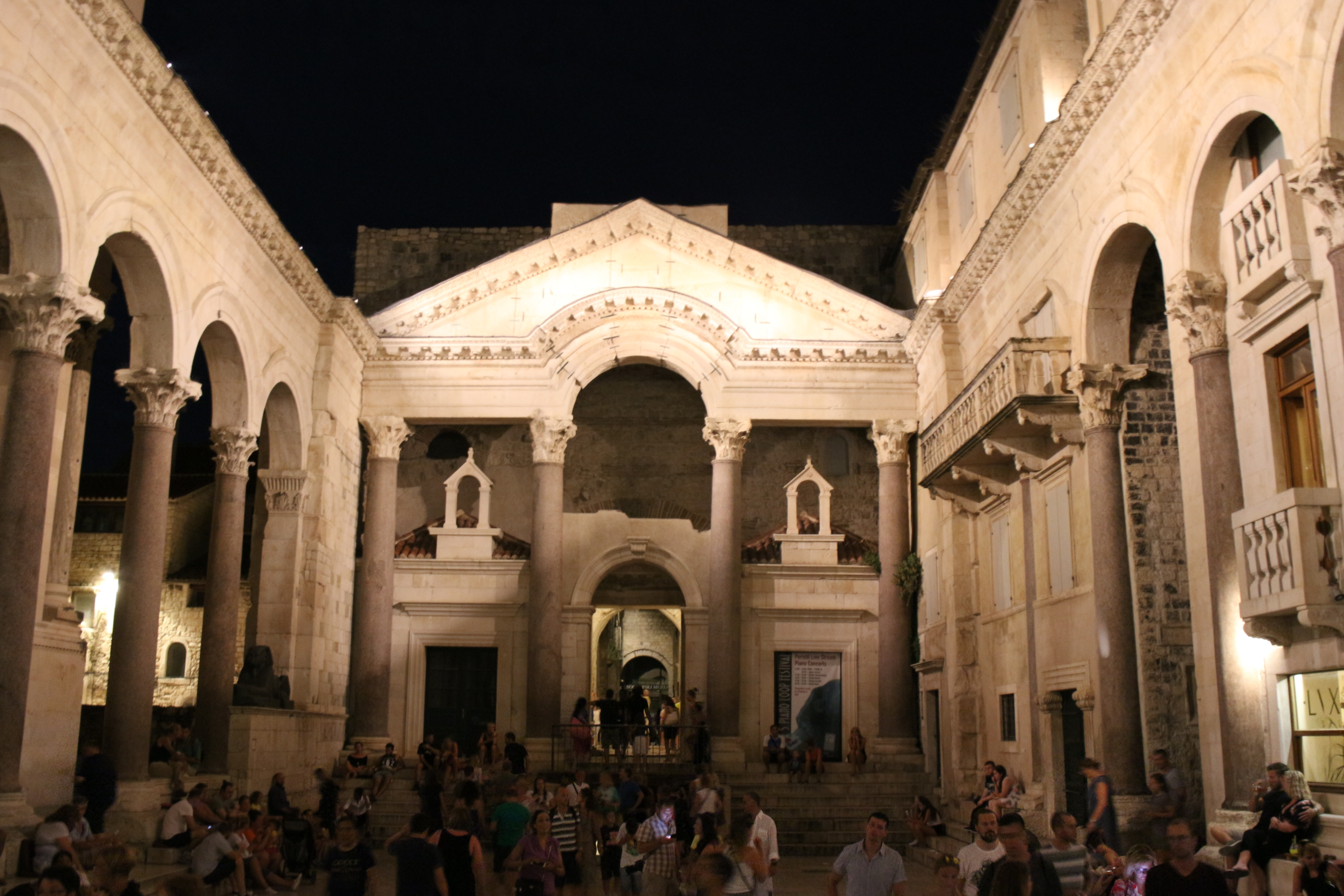
Fachada sul do palácio de Docleciano, em Split (Croácia) - exemplo histórico de uma serliana

A isto acresce, ainda, que durante o próprio período romano, chegou, também, a haver exemplos daquilo que consideraríamos serlianas, hoje em dia, isto é dizer: uma estrutura trífora, composta por um arco central, ladeado por lintéis rectos. Um exemplo emblemático disto é a fachada Sul do Palácio de Diocleciano, na Croácia. 

### Renascimento

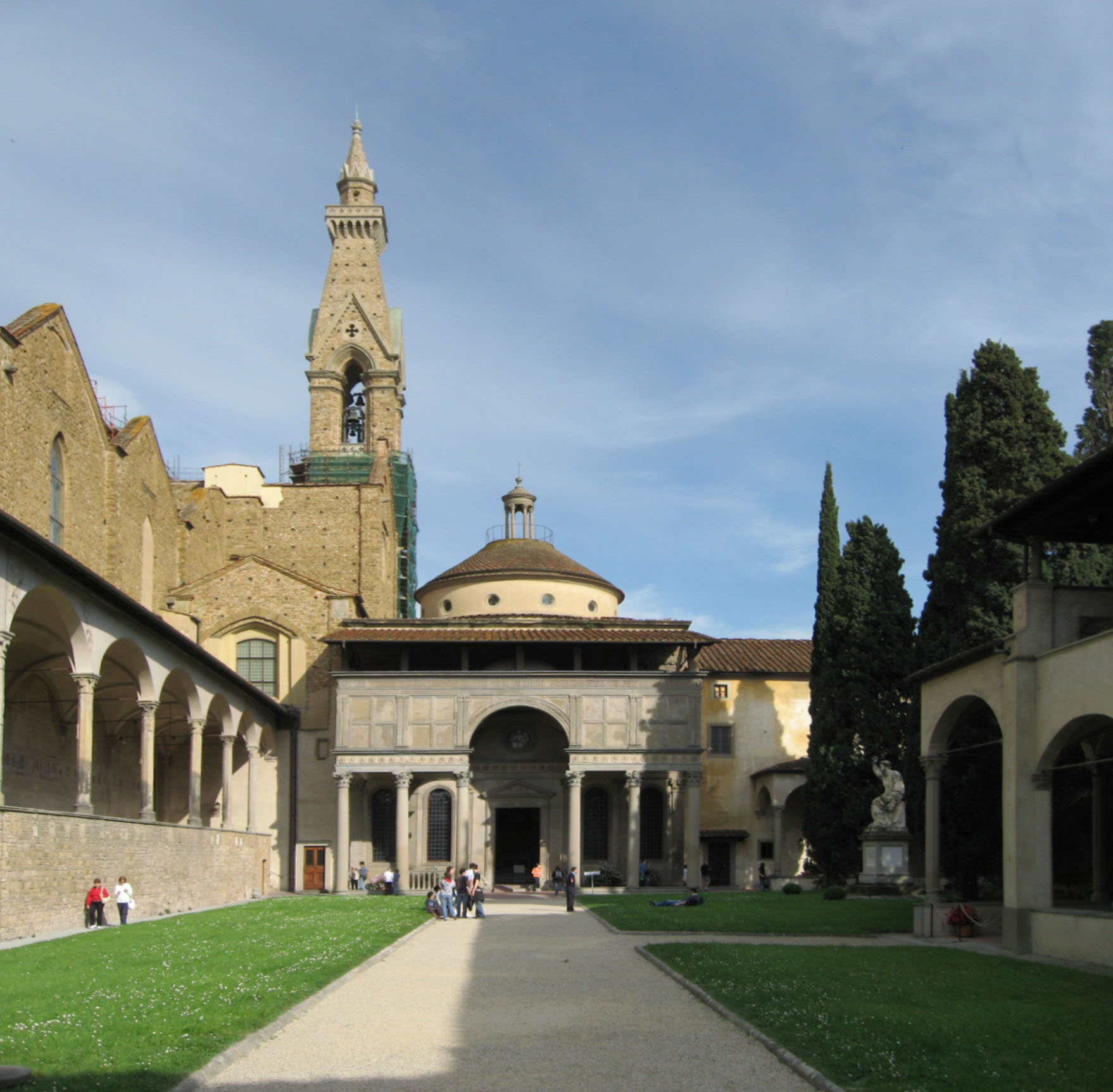
Fachada da Capela dos Pazzi, com um arco central, ladeado de arquitraves rectas

Durante o período renascentista, houve arquitectos que, tendo estudado a expressão arquitetónica romana clássica, extraíram elementos e motivos que se assemelham à serliana, na sua concepção moderna. Com efeito, Bernardo Rossellino, no seu trabalho na capela dos Pazzi, introduz uma fachada muito próxima da noção moderna de serliana. 

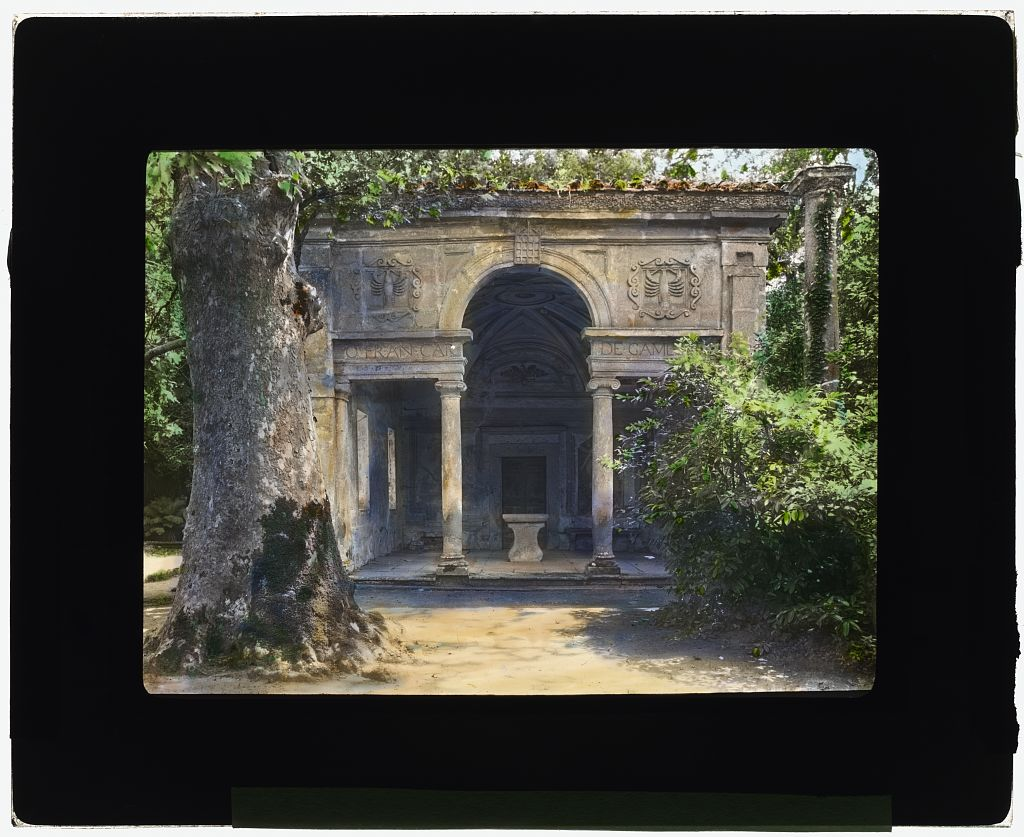
Loggia da Villa Lante

Posteriormente, encontram-se ainda outros exemplos de serlianas, ainda anteriores às teorizações de Serlio, com efeito, a Villa Lante, junto ao Vaticano, no alto do Gianicolo, Giulio Romano, incorporou nas ruínas de uma moradia ali já existente a uma nova construção. Assim, a loggia, inserida no volume geral, à guisa de miradouro privado, emoldura a paisagem da velha Roma, através do arcos da tripla serliana. Os três arcos de volta perfeita, que pousam sobre as colunas dóricas, ligados entre si por dois vãos intercolúnios de verga recta, formam um plano que relembra o que viria mais tarde a ser popularizado como a “serliana”. 
Outro exemplo digno de destaque, das serlianas criadas por Giulio Romano, é o Palazzo del Te, onde, na complexa armação da arquitectura desta obra, de planta quadrada com pátio central, tornou a privilegiar os elementos do reportório clássico, com particular relevância para a articulação entre vãos com a composição triádica conjugando o arco maior com lintéis horizontais, isto é, com a serliana. 

### Sebastiano Serlio
O pintor e arquitecto maneirista bolonhês, Sebastiano Serlio, redigiu 9 escritos sobre a arte de construir, onde ajudou a sistematizar as diversas ordens clássicas da arquitectura. Nesta obra, publicada intermitentemente a partir de 1537, Serlio também tratou de sintetizar e analisar as práticas arquitectónicas suas contemporâneas. É neste ensejo que ganha particular destaque e divulgação o chamado «motivo serliano».
Os tratados de arquitectura de Serlio sobressaem pelo seu carácter pioneiro do uso de ilustrações para completar o texto. A isto acresce que, ao ter apostado fortemente na sua divulgação, junto das cortes europeias, incluindo a do rei D. João III de Portugal, logrou granjear um enorme sucesso para o seu tratado e para a popularização daquilo que se veio a conhecer como «motivo serliano».

### Andrea Palladio
No âmbito da expressão formal da arquitectura do Veneto, Andrea Palladio surge como figura principal de uma cultura arquitectónica formada após as primeiras décadas do séc. XVI.

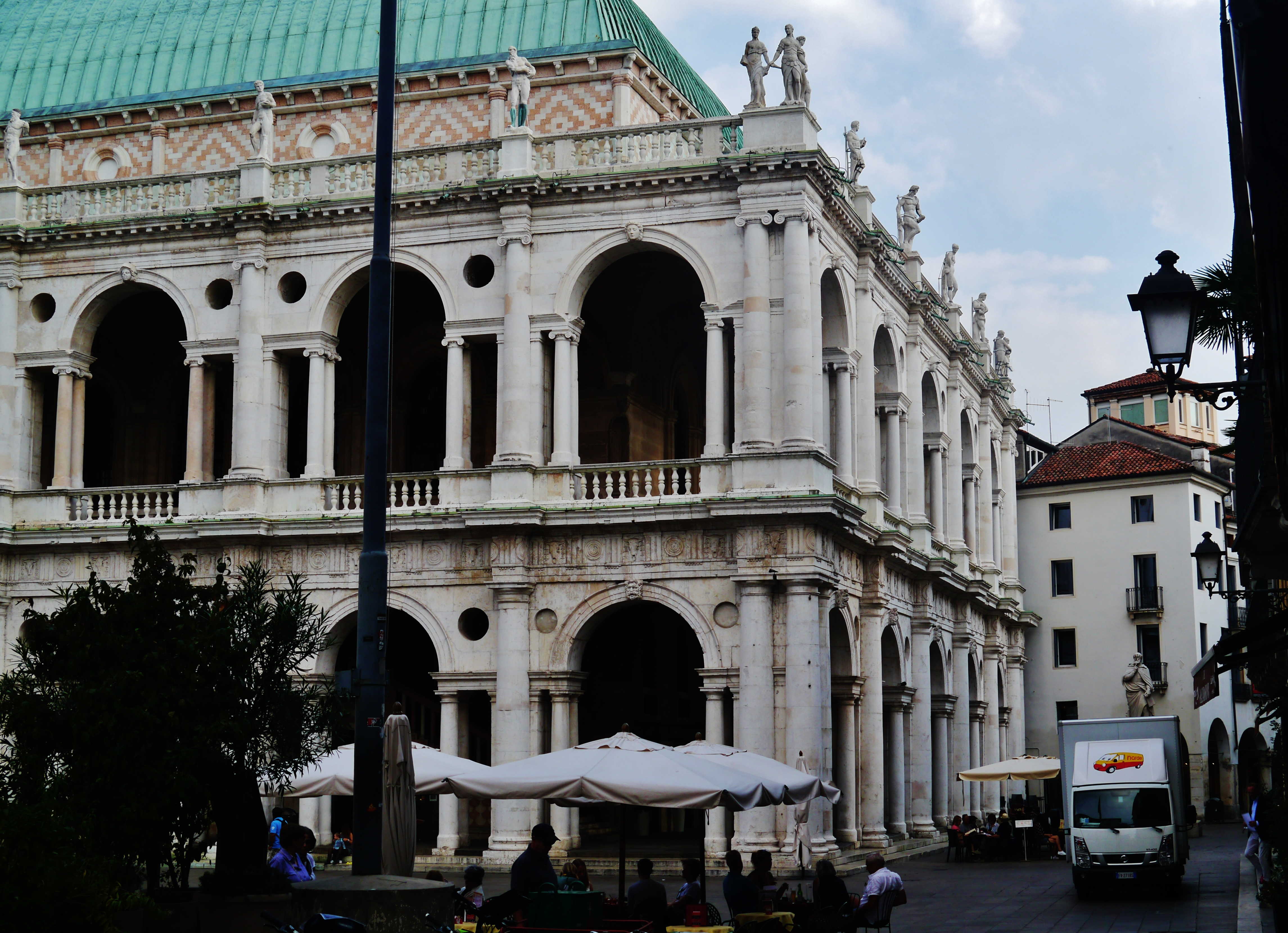
Basilica Vicenza (1548-49), com vão em "motivo paladiano" (ou serliano), da autoria de Andrea Palladio

Tendo-se tornado no arquitecto mais marcante da fase final do Renascimento no Norte de Itália, Palladio desenvolveu uma enorme quantidade de Villas, casas de herdades agrícolas e palácios, mormente nas regiões de Verona a Veneza, de maneira que, graças ao seu uso abundante da estrutura triádica de arco central, ladeado por lintéis rectos, acabou por ficar associado, também a este elemento arquitectónico.